# Axel Weydts
Axel Weydts, né le 11 mars 1982 à Courtrai, est un homme politique belge, membre de Vooruit.

## Biographie
Axel Weydts nait le 11 mars 1982 à Courtrai.
Le 3 octobre 2024, il devient député fédéral à la Chambre des représentants en remplaçant Melissa Depraetere qui devient ministre dans le Gouvernement Diependaele.